# Poliginia
Poliginia (do grego polýs: muitas, e gyné: mulher) é um termo utilizado tanto em antropologia social como em sociobiologia. Refere-se à prática de um homem de contrair matrimônio com mais de uma esposa. O homem tem direito a mais de uma esposa, enquanto as mulheres só podem ter o homem em questão como relação.
A poliginia é sustentada por diversos textos dos livros sagrados de judeus, cristãos e muçulmanos. No Judaísmo, a poliginia foi proibida pelos rabinos, não por Deus. O rabino Gershom ben Judah recebeu o crédito da proibição da poligamia, que ocorreu somente no século XI depois de Cristo. Muitos teólogos cristãos argumentam que em Mateus 19:3-9, referindo-se a Gênesis 2:24, Jesus afirma explicitamente que um homem deve ter apenas uma esposa.
Em biologia, poliginia é o hábito de algumas espécies pelo qual o macho possui mais do que uma parceira sexual. 

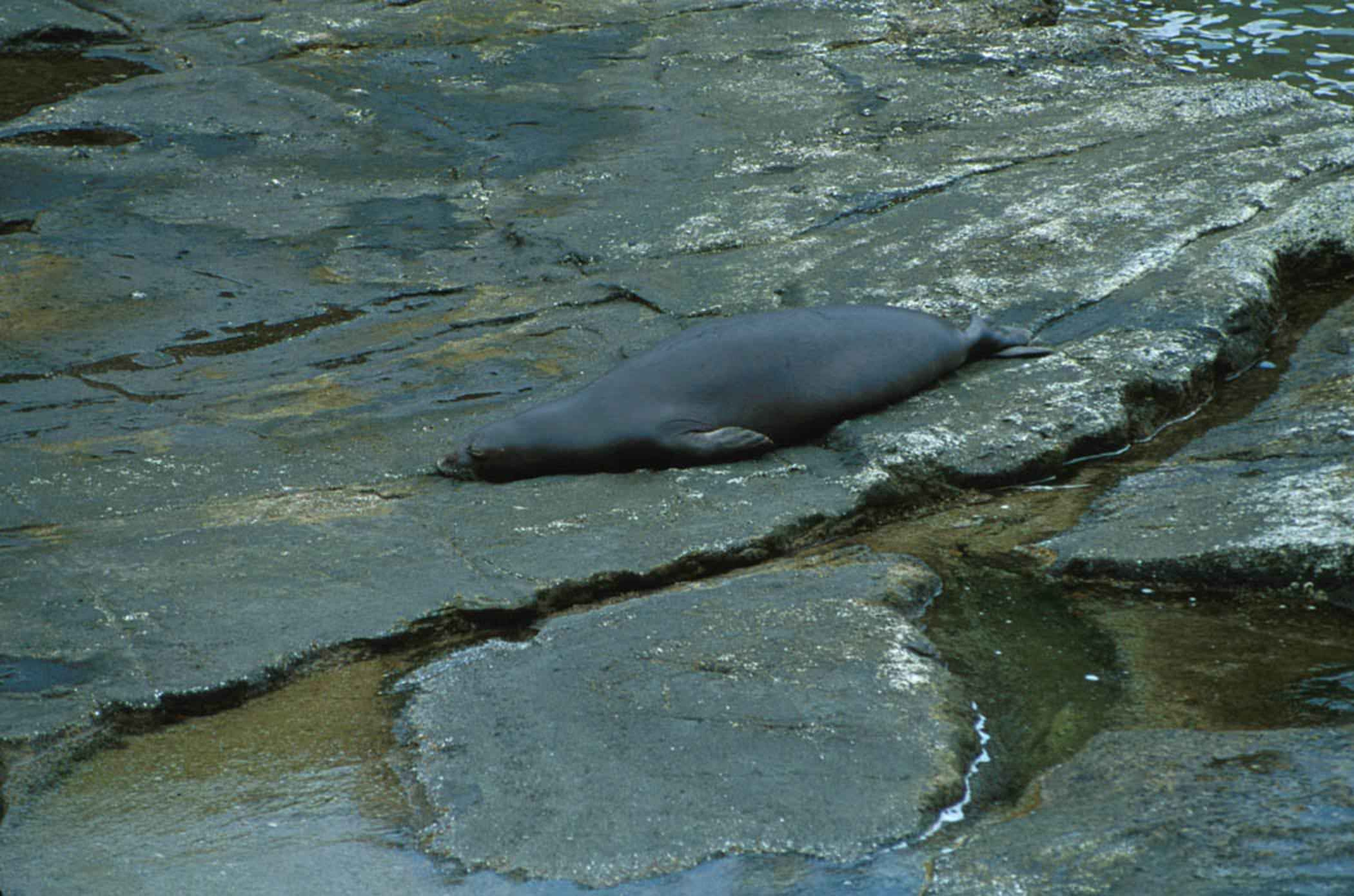
Focídeos

## Em Animais
Em mamíferos marinhos pode ocorrer comportamentos de monogamia, poliginia e promiscuidade. Todos os animais marinhos carnívoros e maioria das focídeos possuem um comportamento poligínico. Quase todos os pinípedes que se reproduzem em terra são extremamente poligínicos e com grande dimorfismo sexual. Como os machos poligínicos tem de competir pelo controle reprodutivo das fêmeas, esta competição gira em torno ou do estabelecimento e defesa de territórios (poliginia por defesa de recursos) ou o estabelecimento de classes de dominância (poliginia por defesa de fêmeas ou haréns). Os pinípedes que cruzam na água ou no gelo morsas e focas usualmente evidenciam um nível reduzido de poliginia, explicado em parte pela dificuldade de defender um recurso ou acesso a fêmeas em um ambiente instável. Em tais ambientes (ao contrário de em terra) as fêmeas têm o benefício seletivo de escolher o macho com o qual ela vai cruzar.

## Povos indígenas
No território onde hoje chamam de Brasil, existem povos em que não é incomum a prática de poliginia. Alguns casos conhecidos são os povos indígenas Xavante, Nambikuára e Tenetehára. Também já foi comum entre os antigos Tupinambás.

## Alemanha Nazista
Na Alemanha nazista, houve um esforço de Martin Bormann e Heinrich Himmler para introduzir uma nova legislação sobre o casamento plural. O argumento era que depois da guerra, 3 a 4 milhões de mulheres teriam que permanecer solteiras devido ao grande número de soldados mortos em batalha. A fim de possibilitar que essas mulheres tenham filhos, foi planejado um procedimento para inscrição e seleção de homens adequados (ou seja, heróis de guerra condecorados) para iniciar um relacionamento conjugal com outra mulher. A posição privilegiada da primeira esposa seria assegurada com a concessão do título de Domina.
O maior lutador merece a mulher mais bonita … Se o alemão quer estar sem reservas pronto para morrer como soldado, ele deve ter a liberdade de amar sem reservas. Pois a luta e o amor estão juntos. O filisteu ficará feliz se conseguir o que sobrou.
— Adolf Hitler